# 双胜镇 (巴中市)
双胜镇，是中华人民共和国四川省巴中市恩阳区下辖的一个乡镇级行政单位。

## 行政区划
双胜镇下辖以下地区：
双庙社区、钟锋村、塔子垭村、石仁村、凤山村、东山村、金土村、古楼垭村、红岩村、中华村、五都村、天良村、阳合村和檬垭村。